# Kasterlee

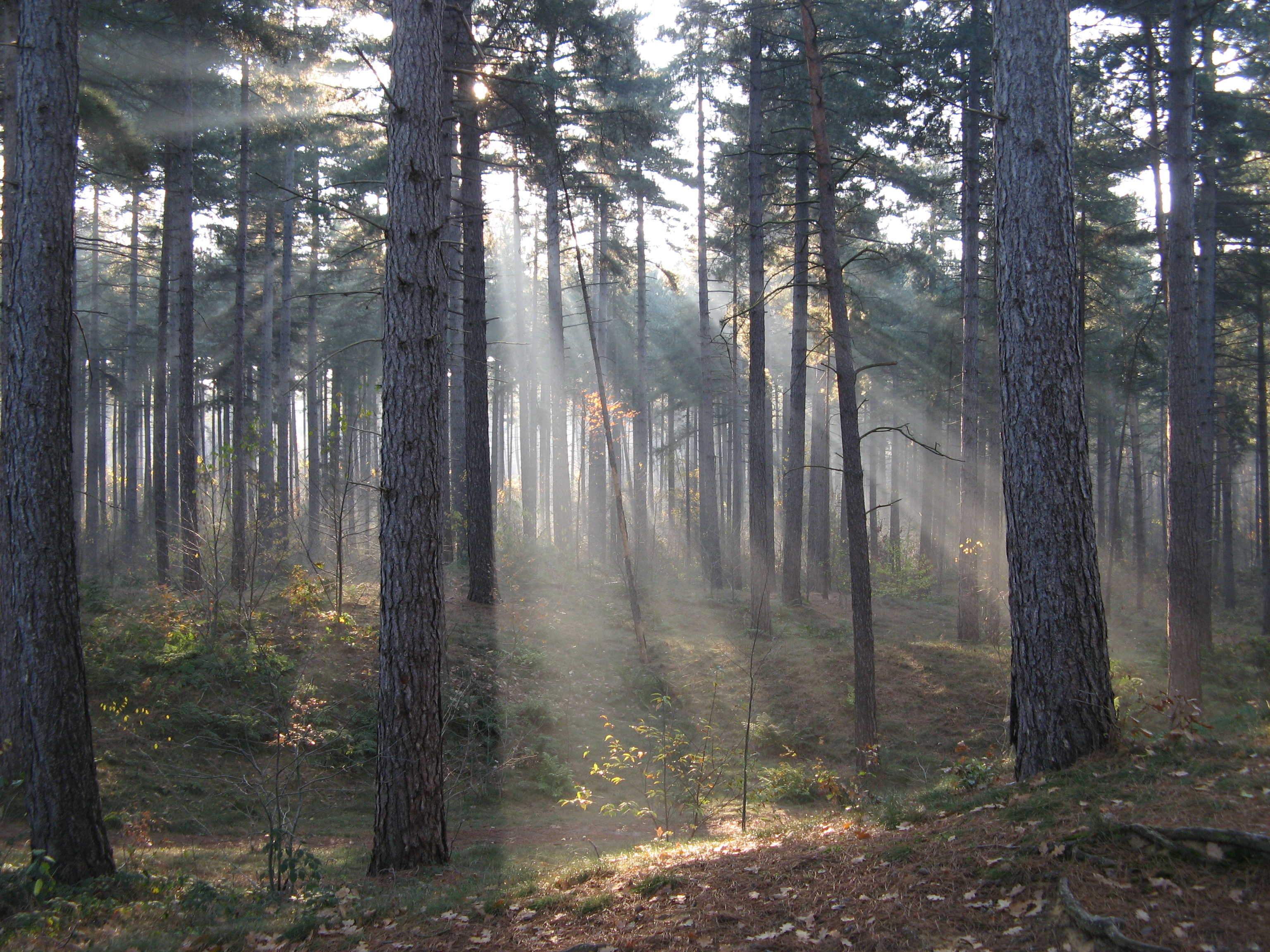
Rừng ở Kasterlee

Kasterlee là một đô thị ở tỉnh Antwerp. Đô thị này gồm các thị trấn Kasterlee proper, Lichtaart và Tielen. Tại thời điểm ngày 1 tháng 1 năm 2006, Kasterlee có dân số 17.908 người. Tổng diện tích là 71.56 km² với mật độ dân số là 250 người trên mỗi km². Đô thị này kết nghĩa với Plaffeien.